# گرگ کاپیتول

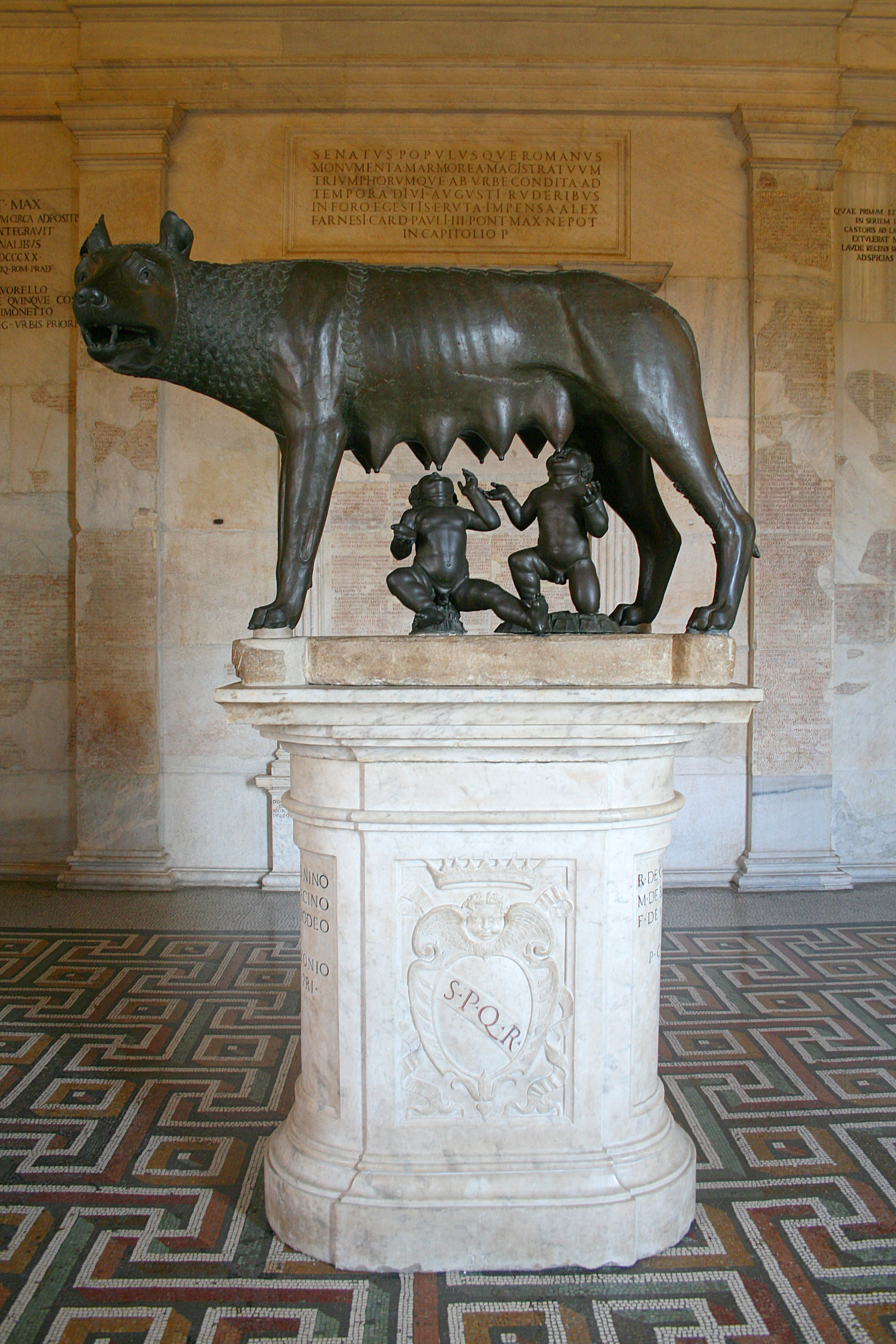
تندیس ماده گرگ در موزه کاپیتول رم

گرگ کاپیتول (به ایتالیایی: Lupa Capitolina) تندیسی مفرغی از ماده گرگی در حال شیر دادن به دو برادر دوقلو رموس و رمولوس (بانیان افسانه‌ای شهر رم) است. این تندیس اکنون در موزه کاپیتول شهر رم نگهداری می‌شود.

## پیشینه و ساختار اثر
بر اساس افسانه‌ای که در آن داستان بنیان‌نهادن روم روایت شده است، هنگامی که نومیتور، پدربزرگ رموس و رمولوس، توسط برادرش آمولیوس در آلبا لونگا از قدرت برکنار شد، آمولیوس فرمان داد که دوقلوها را در رودخانه تیبر بیاندازند. آن‌ها توسط ماده‌گرگی نجات یافتند که از آن‌ها مراقبت کرد تا آنکه چوپانی به نام فاوستولوس آن‌ها را یافت و بزرگ کرد.
این تندیس کمی بزرگ‌تر از اندازه واقعی است و ارتفاع آن 75 سانتی‌متر و طول آن 114 سانتی‌متر است. گرگ ماده در حالتی پرتنش و هوشیار به تصویر کشیده شده است؛ با گوش‌های تیز و چشمانی خیره که خطری که کودکان را تهدید می‌کند به تصویر بکشد. در مقابل، کودکان – که در سبکی کاملاً متفاوت و با ساختاری واقع‌گرایانه ساخته شده‌اند – از محیط اطراف خود بی‌خبرند و تمام توجه‌شان به شیر خوردن است.

## قدمت

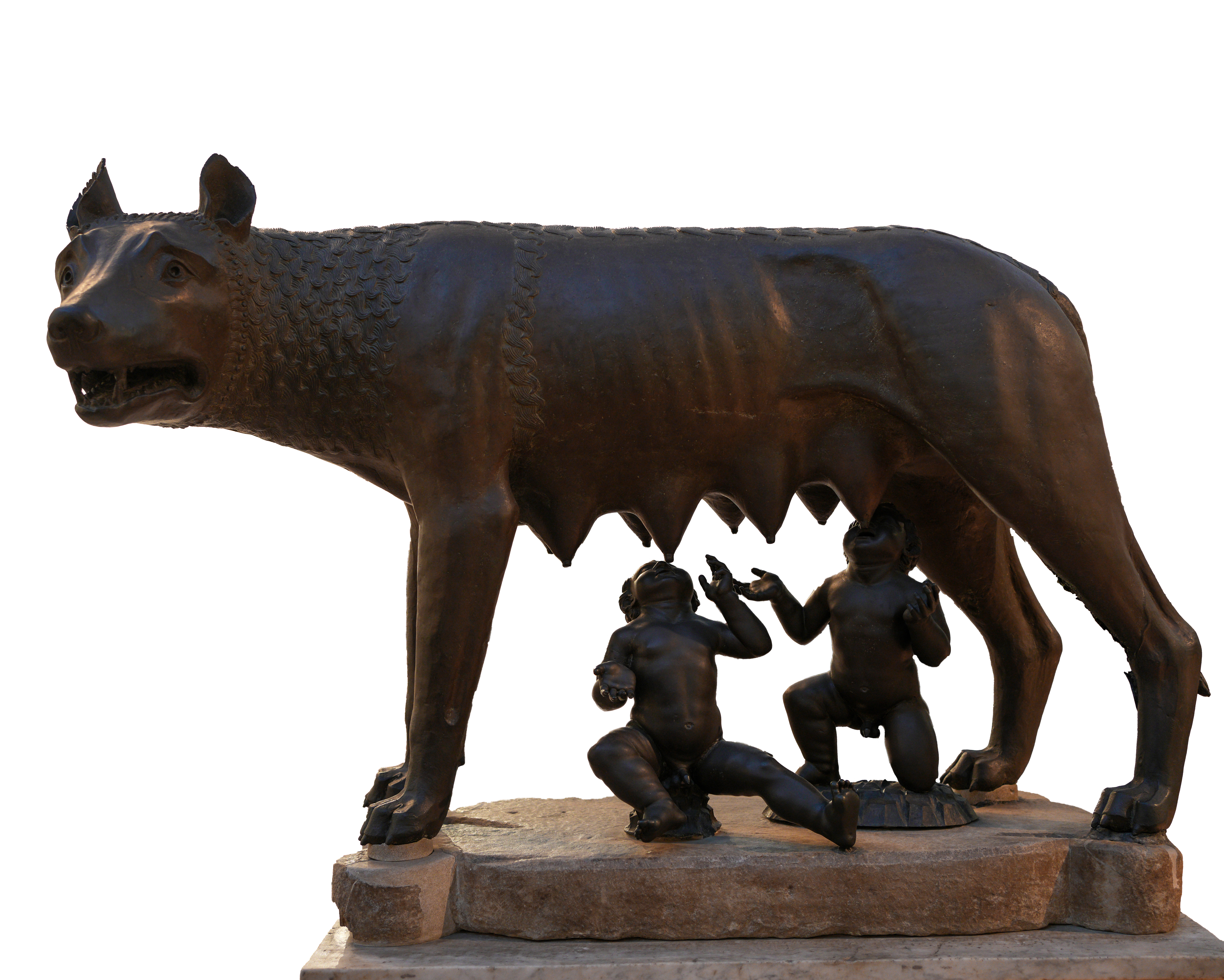
گرگ کاپیتولین با پس‌زمینه سفید.

در مورد قدمت این تندیس اختلاف نظر وجود دارد. تا چندی پیش تصور می‌شد که قدمت آن به حدود سال ۵۰۰ پیش از میلاد بازمی‌گردد اما نتایج پژوهش دانشگاهی در ایتالیا و بررسی‌های تاریخ‌گذاری رادیوکربن، نشان دادند که قدمت آن به حدود قرن ۱۳ پس از میلاد بازمی‌گردد.
همچنین بر اساس سیاق و سبک طراحی تندیس رموس و رمولوس، و ترکیبات فلزی بکار فته، این احتمال نیز مطرح شده است که هرچند مجسمه ماده‌گرگ به عنوان نماد رُم از پیش وجود داشته است، اما تندیس رموس و رمولوس، دیرتر به آن اضافه شده است و احتمالا اثر آنتونیو دل پولایولو بوده و در حدود ۱۴۷۱ م. به مجسمه اصلی الحاق شده باشد. 

## کاربرد به عنوان نماد
- بنیتو موسولینی به این تندیس علاقه داشت و چندین نمونه ساخته شده از روی آن را به شهرهای مختلف هدیه داد.
- این تندیس بر روی پوستر و نشان بازی‌های المپیک تابستانی ۱۹۶۰ رم ظاهر شد.
- در طراحی نشان باشگاه فوتبال آ. اس. رم از این گرگ ماده استفاده شده است.

## در ایران
در شبکه سوم صدا و سیمای ایران، هنگام پخش مستقیم بازی باشگاه آ.اس. رم و بارسلونا، پستان‌های گرگ ماده از نشان‌واره باشگاه که از این مجسمه اقتباس شده است، سانسور شد.
این باشگاه در توییترش نشان‌واره اصلی را در کنار نشان‌واره سانسور شده قرار داد و نوشت: "اگر من را اینطور [با نشان‌واره اصلی] دوست ندارید، می‌توانید با این یکی [سانسور شده] دوست بدارید."